# In the Name of Love (Martin Garrix & Bebe Rexha)
"In the Name of Love" is een nummer van de Nederlandse DJ en muziekproducent Martin Garrix en de Amerikaanse zangeres Bebe Rexha. Het nummer werd op iTunes en streamingdiensten uitgebracht en was voor het eerst te horen tijdens het Ultra Music Festival in 2016.

## Achtergrondinformatie
Garrix en Rexha gebruikten FaceTime om het nummer op te nemen wanneer ze niet samen in de studio waren. Pas op het einde kwamen ze bij elkaar om het nummer af te maken. Het nummer was voor het eerst te horen tijdens een set van Garrix in maart 2016 tijdens het Ultra Music Festival. Op 24 juli 2016 maakte Garrix via zijn social media-accounts bekend dat hij "In the Name of Love" een week later zou uitbrengen.

## Videoclip
De bijhorende videoclip werd op Apple Music op 9 augustus 2016 uitgebracht. Twee weken later verscheen de videoclip ook op YouTube.

## Tracklijst
| Nr. | Titel                                | Duur |
| --- | ------------------------------------ | ---- |
| 1.  | In the Name of Love (met Bebe Rexha) | 3:19 |

## Hitnoteringen

### Nederlandse Top 40
| Hitnotering: 13-08-2016 t/m | Hitnotering: 13-08-2016 t/m | Hitnotering: 13-08-2016 t/m | Hitnotering: 13-08-2016 t/m | Hitnotering: 13-08-2016 t/m | Hitnotering: 13-08-2016 t/m | Hitnotering: 13-08-2016 t/m | Hitnotering: 13-08-2016 t/m | Hitnotering: 13-08-2016 t/m | Hitnotering: 13-08-2016 t/m | Hitnotering: 13-08-2016 t/m | Hitnotering: 13-08-2016 t/m | Hitnotering: 13-08-2016 t/m | Hitnotering: 13-08-2016 t/m | Hitnotering: 13-08-2016 t/m | Hitnotering: 13-08-2016 t/m | Hitnotering: 13-08-2016 t/m | Hitnotering: 13-08-2016 t/m | Hitnotering: 13-08-2016 t/m | Hitnotering: 13-08-2016 t/m | Hitnotering: 13-08-2016 t/m |
| Week:                       | 1                           | 2                           | 3                           | 4                           | 5                           | 6                           | 7                           | 8                           | 9                           | 10                          | 11                          | 12                          | 13                          | 14                          | 15                          | 16                          | 17                          | 18                          | 19                          | 20                          |
| --------------------------- | --------------------------- | --------------------------- | --------------------------- | --------------------------- | --------------------------- | --------------------------- | --------------------------- | --------------------------- | --------------------------- | --------------------------- | --------------------------- | --------------------------- | --------------------------- | --------------------------- | --------------------------- | --------------------------- | --------------------------- | --------------------------- | --------------------------- | --------------------------- |
| Positie:                    | 21                          | 13                          | 9                           | 7                           | 6                           | 5                           | 5                           | 4                           | 3                           | 3                           | 4                           | 5                           | 6                           | 6                           | 12                          | 13                          | 19                          | 21                          | 25                          | 28                          |

### NederlandseSingle Top 100
| Hitnotering: 20-08-2016 t/m | Hitnotering: 20-08-2016 t/m | Hitnotering: 20-08-2016 t/m | Hitnotering: 20-08-2016 t/m | Hitnotering: 20-08-2016 t/m | Hitnotering: 20-08-2016 t/m | Hitnotering: 20-08-2016 t/m | Hitnotering: 20-08-2016 t/m | Hitnotering: 20-08-2016 t/m | Hitnotering: 20-08-2016 t/m | Hitnotering: 20-08-2016 t/m | Hitnotering: 20-08-2016 t/m | Hitnotering: 20-08-2016 t/m | Hitnotering: 20-08-2016 t/m | Hitnotering: 20-08-2016 t/m | Hitnotering: 20-08-2016 t/m | Hitnotering: 20-08-2016 t/m | Hitnotering: 20-08-2016 t/m | Hitnotering: 20-08-2016 t/m | Hitnotering: 20-08-2016 t/m | Hitnotering: 20-08-2016 t/m |
| Week:                       | 1                           | 2                           | 3                           | 4                           | 5                           | 6                           | 7                           | 8                           | 9                           | 10                          | 11                          | 12                          | 13                          | 14                          | 15                          | 16                          | 17                          | 18                          | 19                          | 20                          |
| --------------------------- | --------------------------- | --------------------------- | --------------------------- | --------------------------- | --------------------------- | --------------------------- | --------------------------- | --------------------------- | --------------------------- | --------------------------- | --------------------------- | --------------------------- | --------------------------- | --------------------------- | --------------------------- | --------------------------- | --------------------------- | --------------------------- | --------------------------- | --------------------------- |
| Positie:                    | 26                          | 17                          | 7                           | 6                           | 6                           | 5                           | 6                           | 5                           | 4                           | 4                           | 6                           | 6                           | 5                           | 5                           | 8                           | 8                           | 13                          | 16                          | 17                          | 18                          |
| Week:                       | 21                          | 22                          | 23                          | 24                          | 25                          | 26                          | 27                          | 28                          | 29                          | 30                          | 31                          | 32                          | 33                          | 34                          | 35                          | 36                          | 37                          | 38                          | 39                          | 40                          |
| Positie:                    | 17                          |                             |                             |                             |                             |                             |                             |                             |                             |                             |                             |                             |                             |                             |                             |                             |                             |                             |                             |                             |

### NederlandseMega Top 50
| Hitnotering: 20-08-2016 t/m | Hitnotering: 20-08-2016 t/m | Hitnotering: 20-08-2016 t/m | Hitnotering: 20-08-2016 t/m | Hitnotering: 20-08-2016 t/m | Hitnotering: 20-08-2016 t/m | Hitnotering: 20-08-2016 t/m | Hitnotering: 20-08-2016 t/m | Hitnotering: 20-08-2016 t/m | Hitnotering: 20-08-2016 t/m | Hitnotering: 20-08-2016 t/m | Hitnotering: 20-08-2016 t/m | Hitnotering: 20-08-2016 t/m | Hitnotering: 20-08-2016 t/m | Hitnotering: 20-08-2016 t/m | Hitnotering: 20-08-2016 t/m | Hitnotering: 20-08-2016 t/m | Hitnotering: 20-08-2016 t/m | Hitnotering: 20-08-2016 t/m | Hitnotering: 20-08-2016 t/m | Hitnotering: 20-08-2016 t/m |
| Week:                       | 1                           | 2                           | 3                           | 4                           | 5                           | 6                           | 7                           | 8                           | 9                           | 10                          | 11                          | 12                          | 13                          | 14                          | 15                          | 16                          | 17                          | 18                          | 19                          | 20                          |
| --------------------------- | --------------------------- | --------------------------- | --------------------------- | --------------------------- | --------------------------- | --------------------------- | --------------------------- | --------------------------- | --------------------------- | --------------------------- | --------------------------- | --------------------------- | --------------------------- | --------------------------- | --------------------------- | --------------------------- | --------------------------- | --------------------------- | --------------------------- | --------------------------- |
| Positie:                    | 23                          | 21                          | 10                          | 10                          | 8                           | 8                           | 6                           | 7                           | 7                           | 7                           | 7                           | 7                           | 7                           | 9                           | 9                           | 9                           | 12                          | 18                          | 21                          | 32                          |

### NPO Radio 2 Top 2000
| Nummer met noteringen in de NPO Radio 2 Top 2000 | '17  | '18  |
| ------------------------------------------------ | ---- | ---- |
| In the Name of Love                              | 1799 | 1835 |

1. ↑  Een vetgedrukt getal geeft de hoogste notering aan.
2. ↑  2017 was het eerste jaar met een notering voor dit nummer.
3. ↑  Deze tabel is bijgewerkt tot en met de laatste editie (2024).